# بستويا
بستويا (بالإيطالية: Pistoia)‏، مدينة في الجزء الشمالي من وسط إيطاليا ضمن إقليم توسكانا، وعاصمة مقاطعة بستويا، سكانها حوالي 92.276 نسمة.
تبعد 30 كم شمال غرب فلورنسا

## السكان
في سنة 1861 بلغ عدد السكان 49٬584 نسمة، وتطور العدد ليصل في سنة 2011 لـ 89٬101 نسمة.
يظهر هذا المخطط البياني تطور النمو السكاني لـ بستويا

## التاريخ
كانت Pistorium مركز لمستوطنة غاليو وليغورية وأترورية قبل أن تصبح مستعمرة رومانية في القرن السادس قبل الميلاد، على طول طريق كاسيا، وفي 62 قبل الميلاد قتل الديماغوجي لوسيوس سيرجيوس كاتيلينا وزملائه بمكان قريب منها. وأصبحت منذ القرن الخامس اسقفية، وخلال لومبارديك المملكة اللومباردية وكانت مدينة ملكية ولها العديد من الامتيازات. بدت بستويا في أبهي أيامها في عام 1177م عندما أعلنت نفسها بلدية حرة : وفي السنوات التالية أصبحت مركزا سياسيا هاما، وأقيمت الأسوار وعدد من المباني العامة والدينية.
وفي عام 1254م أخذ حزب غويلفي من حزب غيبيليني بستويا وظلت تابعة لفلورنسا باستثناء فترة قصيرة في القرن الرابع عشر عندما أستولى عليها الكوندوتييرو كاستروتشو كاستراكاني لصالح لوكا، وضمت رسميا لفلورنسا 1530م.
وفي 1786م عقد مجمع كنسي جانسيني الشهير في بستويا.
وأعارت بستويا اسمها إلى كلمة مسدس (بالإنجليرية pistol وبالإيطالية pistola... إلخ)، الذي بدأت صناعته في القرن السادس عشر. أما اليوم فهي تشتهر بحديقتها الواسعة والمشاتل المنتشرة حولها. وعليه فإن بستويا تشهتر بأسواق الزهور، كما هو الحال في بشيا القريبة.

## أشهر معالمها
رغم أن بستويا لا تتمتع بعدد الزوار الكبير كما هو الحال في مدن توسكانية الأخرى وغالبا بسبب البيئة الصناعية حولها، فإنها تحوي داخل الأسوارها القديمة مدينة جميلة ومحافظا عليها بمعالمها العائدة إلى القرون الوسطى.

### ساحة الكاتدرائيةPiazza del Duomo

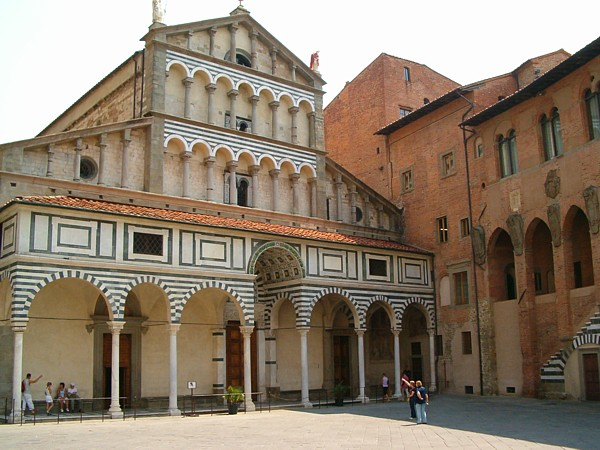
كاتدرائية بستويا

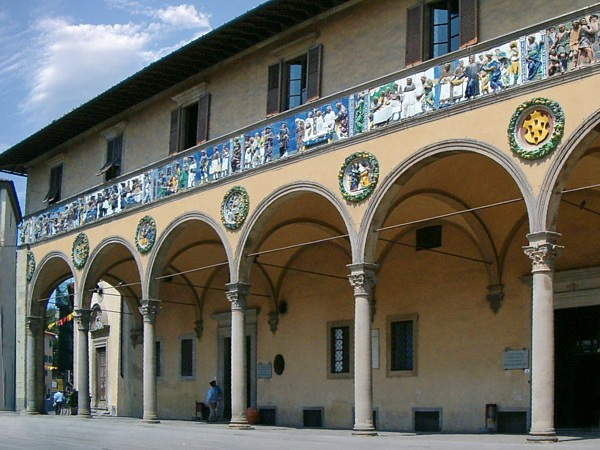
مستشفي دل تشيبو

ساحة كبيرة محاطة بالمباني الأصلية مثل Palazzo del Comune وPalazzo del Podestà : ويقام فيها في شهر يوليو giostra dell'orso ("مبارزة الدب")، وعندما ينافس أفضل الفرسان من مختلف مناطق المدينة يميلون ويصيبون على هدف تمسكه دمية على شكل يشبه الدب.
أحرقت كاتدرائية سان زينو الأصلية (القرن الخامس) في عام 1108م، وأعيد بناؤها خلال القرن التالي، وحدثت بها تحسينات تدريجية حتى القرن السابع عشر. ولها واجهة بارزة بأسلوب رومانسكي، وفي حين أنها من الداخل تلقت إضافات باروكية ثقيلة تمت إزالتها خلال الستينات من القرن العشرين. والسمة البارزة هي مذبح سانت ياكوبو، وهو نموذج لصياغة الفضية الحرفية وقد بدأ العمل به في عام 1287م ولكنه لم ينته حتى القرن الخامس عشر. تضم مختلف فروعها 628 صورة يبلغ مجموع أوزانها نحو الطن. والبرج رومانسيكي القائم بارتفاع حوالي 67 مترا أقيم فوق برج لومباردي القديم.
ويوجد في الساحة أيضا بيت المعمودية من القرن الرابع عشر، وفق الأسلوب القوطي مع ديكورات بالرخام الأبيض والأخضر.
قصر الأساقفة Palazzo dei Vescovi يتميز بالأقواس loggia بأسلوب القوطية في الطابق الأول. برج كاتيلينا من العصور الوسطى ويقف على ارتفاع 30 مترا.

## توأمة
لبستويا اتفاقيات توأمة مع كل من:
- كروشيفاتس
- باليرمو
- بيت ساحور
- بو
- Onești [الإنجليزية]‏
- شيراكاوا [الإنجليزية]‏

## أعلام
- جيورجيو رونيوني
- ماريا مسينا
- فرانكو باليريني
- فيليبو باتشيني
- أرديكو ماغنيني
- كليمنت التاسع
- جيوفاني أنتونيلي
- كاتيلين
- لوريتو بتروتشي
- فرانشيسكو فالياني